# Managementteam Watertekorten
Het Managementteam Watertekorten (MTW) bespreekt in Nederland het landelijke waterbeeld en neemt besluiten over maatregelen die genomen moeten worden in verband met de verdeling van water. Het valt onder de politieke verantwoordelijkheid van het ministerie van Infrastructuur en Waterstaat en bestaat uit vertegenwoordigers van het Ministerie van Infrastructuur en Waterstaat, het KNMI, Rijkswaterstaat en de Unie van Waterschappen. Het MTW wordt geadviseerd door de waterbeheerders verenigd in de Landelijke Coördinatiecommissie Waterverdeling (LCW). Deze commissie bestaat uit vertegenwoordigers van het Ministerie van Infrastructuur en Milieu, de Unie van Waterschappen en het Interprovinciaal Overleg (IPO). Zij komen alleen bij elkaar in geval van langdurige droogte als gevolg van een neerslagtekort.
Het Managementteam Watertekorten was voor het laatst actief in 2022.
Vanaf fase 2 (feitelijk watertekort; na fase 1 dreigend watertekort en voor fase 3 dreigende landelijke crisis) wordt de hulp van het MTW ingeroepen. Hiervoor is de staatssecretaris van Infrastructuur en Milieu verantwoordelijk. Vanaf fase 2 wordt de 'verdringingsreeks' ingesteld om het water te verdelen.

## Maatregelen mei/juni 2011
Maatregelen van het MTW in mei en juni 2011 waren onder meer:
- In de Maas bij Belfeld en Roermond zijn balken boven op de schuiven van de stuwen geplaatst, om zo het waterverlies te beperken.
- Voor het IJsselmeer werd een streefpeil van NAP – 0,10 m gehanteerd; dit is 10 cm hoger dan het gebruikelijke IJsselmeerpeil deze tijd van het jaar. Voor het Markermeer was dit NAP – 0,15 m. Met de hogere waterpeilen op het IJsselmeer en Markermeer ontstaat er een grotere waterbuffer. Deze waterbuffer helpt om – ondanks de aanhoudende droogte – te kunnen blijven voldoen aan de zoetwatervraag.
- Via sluizen extra zoet water toevoeren naar het Volkerak-Zoommeer op de grens van de provincies Zuid-Holland, Zeeland en Noord-Brabant.[4]
- Het oploop- en passeerverbod voor de grote schepen in een aantal IJsselbochten waren uitgebreid tot alle schepen (behalve die kleiner dan 20 meter).

## Verwijzingen
1. ↑  Profiel: Management Team Watertekorten, ANP/Reformatorisch Dagblad, 27 mei 2011. Gearchiveerd op 29 juli 2023.
2. 1 2  Officieel watertekort: vanaf nu verdeelt een landelijk crisisteam het schaarse water. nos.nl (3 augustus 2022). Gearchiveerd op 3 augustus 2022. Geraadpleegd op 3 augustus 2022.
3. ↑  Een watertekort in Nederland, dit betekent het. nos.nl (2 augustus 2018). Gearchiveerd op 4 augustus 2022. Geraadpleegd op 3 augustus 2022.
4. ↑  Extra zoetwater naar het Volkerak-Zoommeer. Gearchiveerd op 5 juni 2011. Geraadpleegd op 8 september 2023.